# NGC 7
NGC 9 és una galàxia espiral a la constel·lació de l'Escultor. Va ser descoberta per John Herschel l'any 1834.